# 湘南

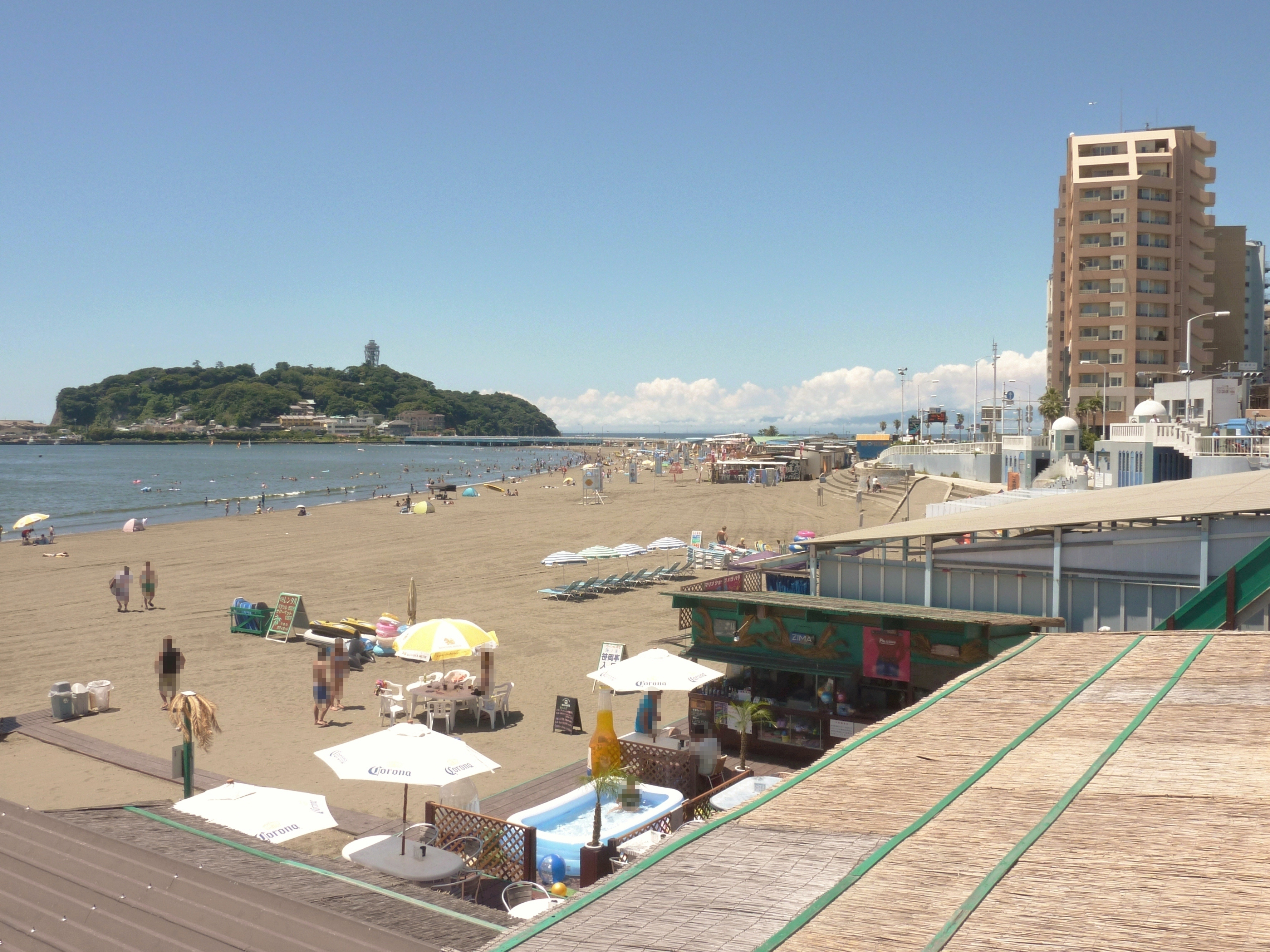
片瀬東浜海水浴場と江の島（藤沢市）

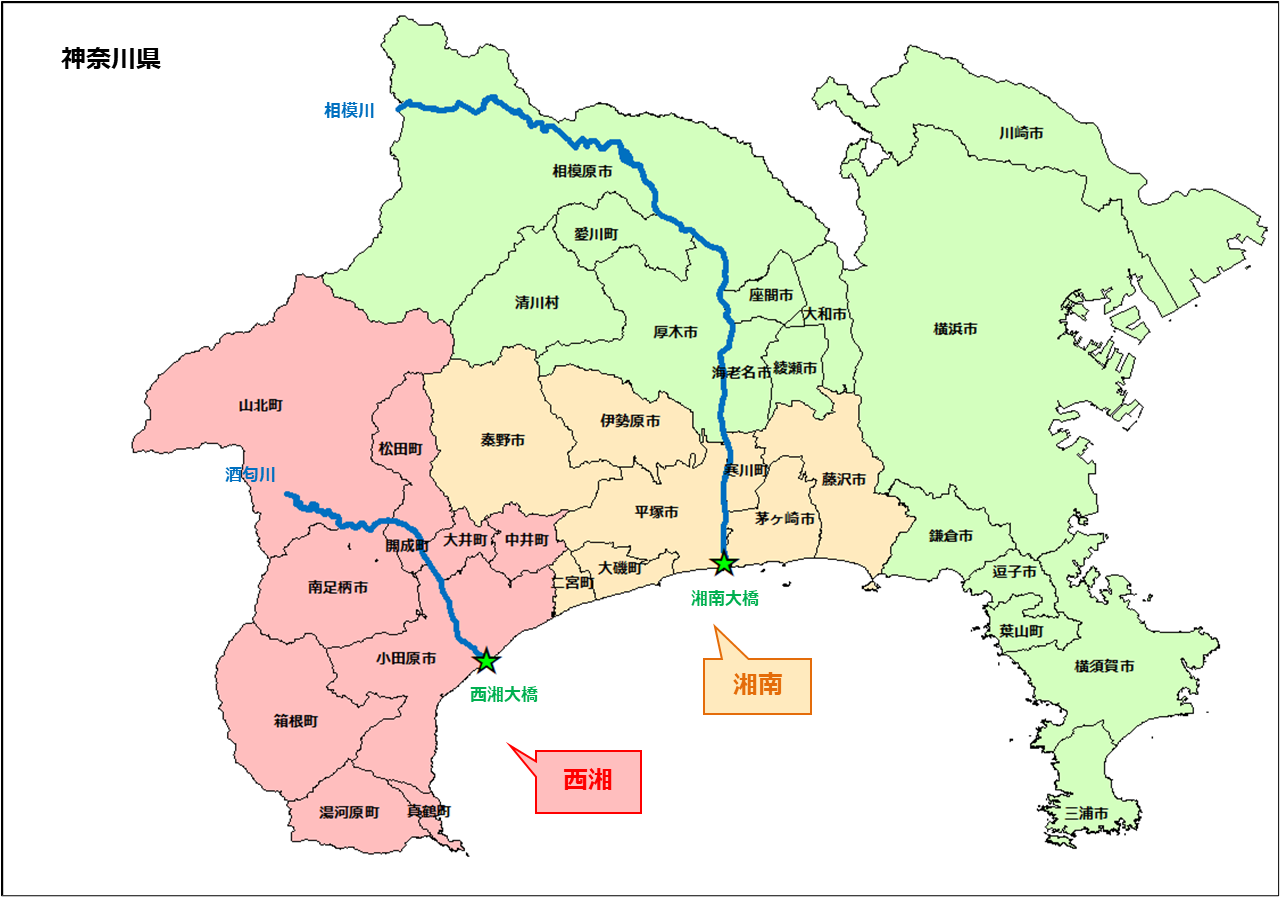
湘南の範囲（背景色が橙色の自治体）

湘南（しょうなん）は、神奈川県の相模湾沿岸の地域を指す名称。海水浴やサーフィンなどのマリンスポーツの聖地とされる。
一般的には、相模川の河口を中心とする5市3町（平塚市、藤沢市、茅ヶ崎市、秦野市、伊勢原市、寒川町、大磯町、二宮町）を指す。広義には、相模湾沿岸の全域（三浦市から湯河原町まで）を含むことがある。

## 概要

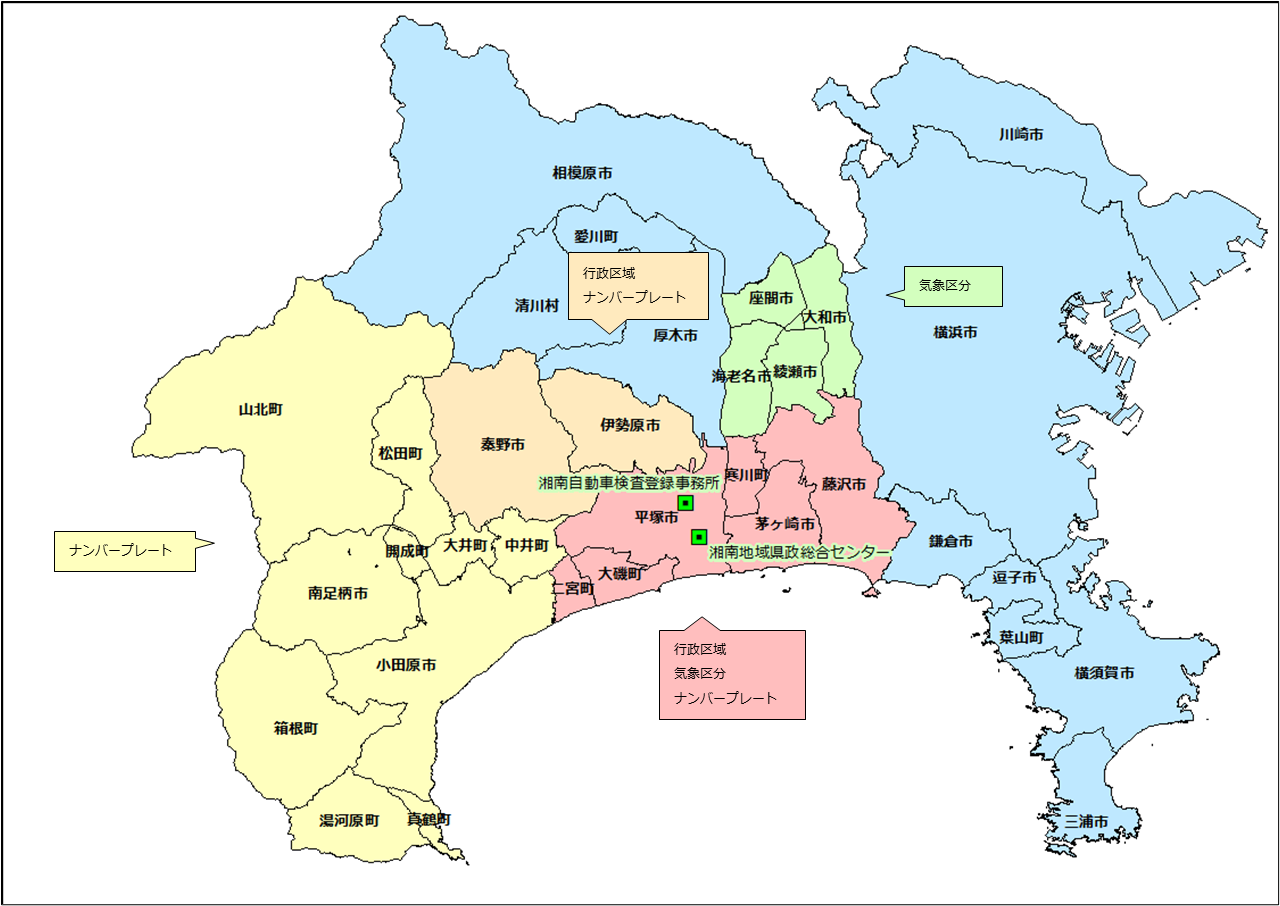
湘南の範囲

湘南の地域的範囲について定義は明確でなく地域的な線引きには大きな差がみられる。
神奈川県の行政区域である「湘南地区」に含まれるのは、先述の平塚市、藤沢市、茅ヶ崎市、秦野市、伊勢原市、寒川町、大磯町、二宮町の5市3町である。一方、湯河原町から三浦市までの相模湾沿岸を「湘南地域」と呼ぶことがある。
1994年に導入された自動車の湘南ナンバーの該当地域に指定されているのは、上記8市町に加えて、小田原市、南足柄市、中井町、大井町、松田町、山北町、開成町、箱根町、真鶴町、湯河原町であり、地形的には海に面さない丹沢の山間部まで含まれている。
また、気象庁は、「府県予報区」の中の「市町村等をまとめた地域」として、平塚市、藤沢市、茅ヶ崎市、寒川町、大磯町、二宮町の他、内陸の大和市、海老名市、座間市、綾瀬市を「湘南」とし、小田原市以西の沿岸部は「西湘」、秦野市、伊勢原市等は「県央」、鎌倉市以東は「三浦半島」とする区分を用いている。
2022年8月に株式会社ジーンが実施したアンケートでは、湘南エリアの範囲について「大磯町、平塚市、茅ヶ崎市、藤沢市、鎌倉市、逗子市、葉山町」が最も多く25.69%だった（データを神奈川県民の回答に絞ると「大磯町、平塚市、茅ヶ崎市、藤沢市、鎌倉市、逗子市、葉山町」で30.83％でだった）。いずれも相模湾に面する市町であり、湘南＝海のイメージが非常に強い。
|                               | 県の行政区域 | 気象区分    | ナンバープレート |
| ----------------------------- | ------------ | ----------- | ---------------- |
| 推計人口合計 （2025年5月1日） | 1,043,150人  | 1,653,082人 | 1,640,647人      |
| 平塚市                        | ◎            | ○           | ◎                |
| 藤沢市                        | ○            | ○           | ○                |
| 茅ヶ崎市                      | ○            | ○           | ○                |
| 秦野市                        | ○            | ×           | ○                |
| 伊勢原市                      | ○            | ×           | ○                |
| 大和市                        | ×            | ○           | ×                |
| 海老名市                      | ×            | ○           | ×                |
| 座間市                        | ×            | ○           | ×                |
| 綾瀬市                        | ×            | ○           | ×                |
| 小田原市                      | ×            | ×           | ○                |
| 南足柄市                      | ×            | ×           | ○                |
| 寒川町                        | ○            | ○           | ○                |
| 大磯町                        | ○            | ○           | ○                |
| 二宮町                        | ○            | ○           | ○                |
| 中井町                        | ×            | ×           | ○                |
| 大井町                        | ×            | ×           | ○                |
| 松田町                        | ×            | ×           | ○                |
| 山北町                        | ×            | ×           | ○                |
| 開成町                        | ×            | ×           | ○                |
| 箱根町                        | ×            | ×           | ○                |
| 湯河原町                      | ×            | ×           | ○                |
| 真鶴町                        | ×            | ×           | ○                |

◎印は湘南地域県政総合センター（県の行政区域）、湘南自動車検査登録事務所（ナンバープレート）の所在地を示す。

## 行政

### 湘南都市圏域
平塚市、藤沢市、茅ヶ崎市、秦野市、伊勢原市、寒川町、大磯町、二宮町の5市3町で「湘南都市圏域」を構成する。

### 「湘南市」構想
2002年に提案された後、2年後に白紙化された「湘南市」構想では、藤沢市、茅ヶ崎市、平塚市、大磯町、二宮町、寒川町の6市町が対象となっていた。
なお、鎌倉市、藤沢市、平塚市、茅ヶ崎市、およびその周辺地域の合併が、神奈川県推進の「期待されている合併の一つ」に湘南東圏域として紹介されている。

### その他の区分
平成の大合併期の合併推進圏域
湘南西圏域…平塚市、秦野市、伊勢原市、大磯町、二宮町、中井町およびその周辺地域
湘南東圏域…鎌倉市、藤沢市、茅ヶ崎市、寒川町およびその周辺地域
旧鎌倉湘南学区
藤沢市、茅ヶ崎市、鎌倉市、寒川町。学区名称からも分かるように、鎌倉市は湘南地域には含まれない。
旧湘南村
現在の相模原市緑区のうち小倉、葉山島の両地区。「相模川」の「南」にあることから名付けられたもので、現在の湘南地域とは離れている。

## 地域
神奈川県の地域区分設定では、湘南地区（平塚市、藤沢市、茅ヶ崎市、秦野市、伊勢原市、寒川町、大磯町、二宮町）のほか、近隣の地区として西湘地区（小田原市など）、横須賀三浦地区（横須賀市、鎌倉市、逗子市、三浦市、葉山町）、足柄上地区（南足柄市、中井町など）、県央地区（相模原市、厚木市、大和市、海老名市、座間市、綾瀬市など）がある。

### 湘南地区
先述のように平塚市、藤沢市、茅ヶ崎市、秦野市、伊勢原市、寒川町、大磯町、二宮町の5市3町で「湘南都市圏域」を構成する。いずれもサッカーJリーグ「湘南ベルマーレ」のホームタウン9市11町の一つである。

#### 平塚市

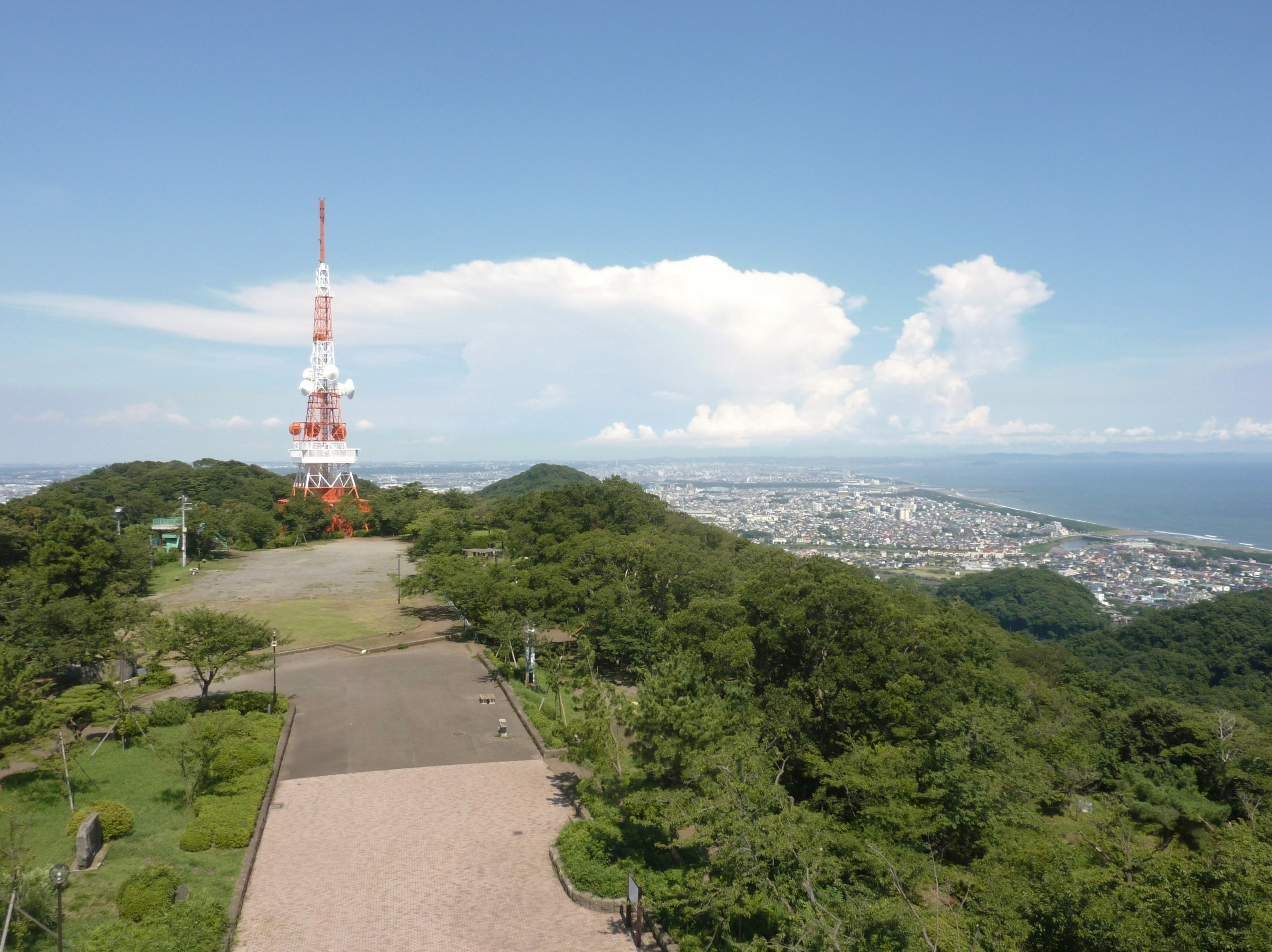
湘南平（平塚市・大磯町）

相模湾を一望する湘南平は湘南海岸を俯瞰できる場所として知られる。サッカーJリーグ「湘南ベルマーレ」の本拠地は平塚競技場である。市西部に東海大学湘南キャンパスが存在する。

#### 藤沢市

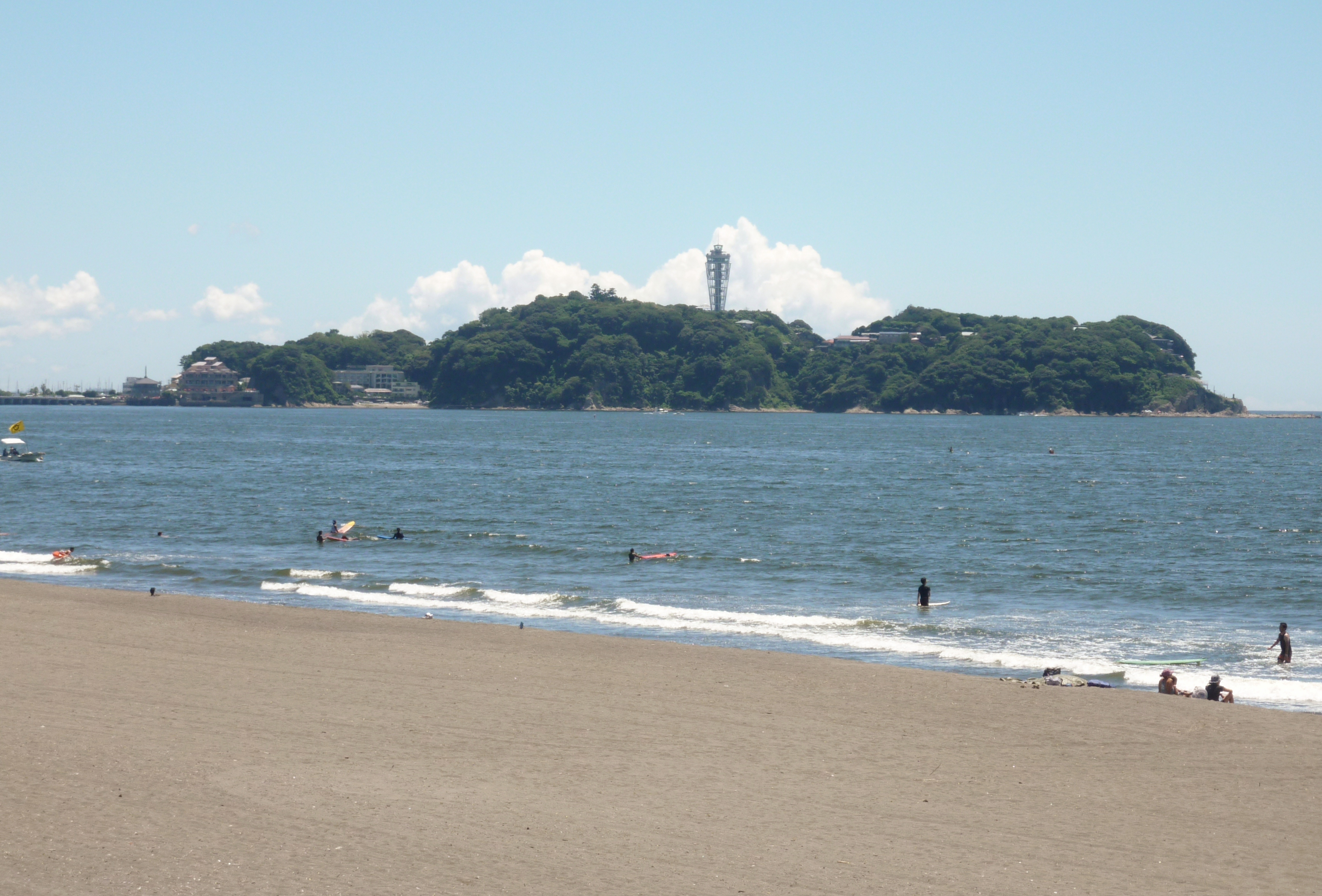
鵠沼海岸から見た江の島（藤沢市）

「湘南」を冠する神奈川県立湘南高等学校、私立湘南学園（幼稚園 - 高等学校）（いずれも藤沢市に所在）は、湘南地域外からの通学者が多くなっている。

#### 茅ヶ崎市
昭和の「湘南」のイメージが一般にも定着している加山雄三は横浜生まれだが茅ヶ崎育ち、またサザンオールスターズの桑田佳祐は茅ヶ崎市の出身であり、現在は茅ヶ崎海水浴場も「サザンビーチちがさき」と呼ばれている。

#### 大磯町、二宮町

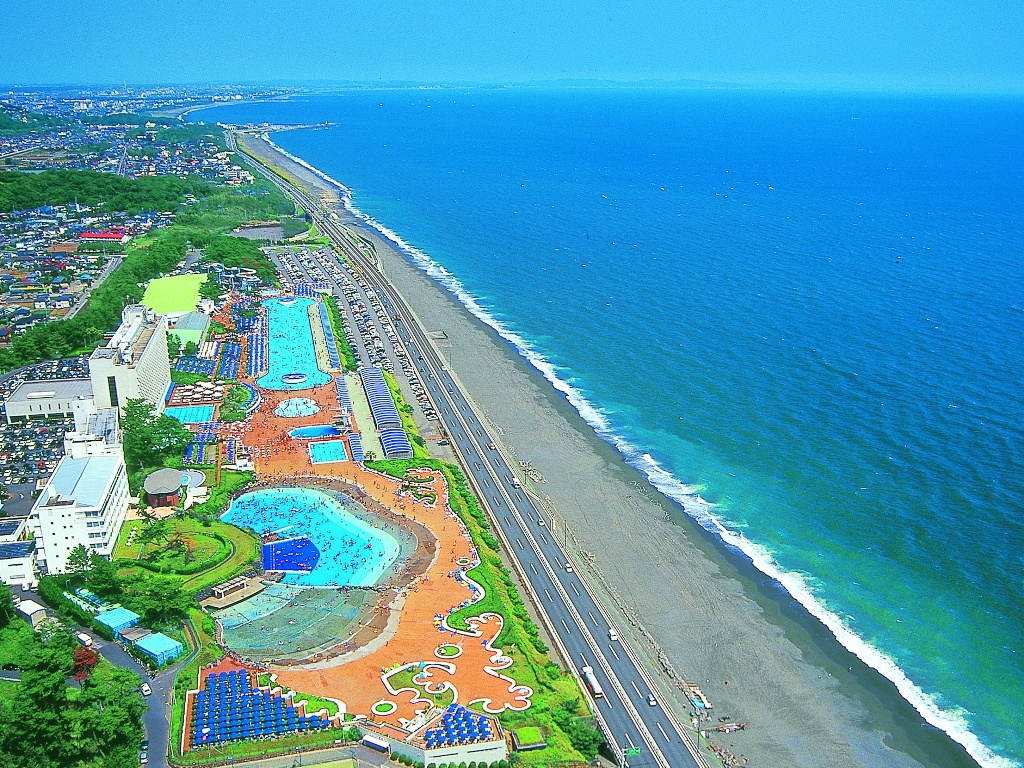
大磯ロングビーチ（大磯町）

県の行政区域「湘南地域」の西部に位置する。江戸時代、崇雪が大磯の東海道筋にある標石に「著盡湘南清絶地」と景勝を讃えた言葉を刻んだことから、湘南発祥の地とされており、その碑が城山公園内の大磯町郷土資料館に保存されている。
明治期の「湘南」は「山と川が織りなす景観を持つ相模川以西地域」であり、大磯、二宮近辺には湘南馬車鉄道や、大磯町の湘南大磯病院、二宮町の湘南牛乳株式会社、など「湘南」を冠する企業が存在した。

#### 伊勢原市
県の行政区域「湘南地域」の北部に位置する。伊勢原市などを山麓とする大山は江戸時代に「湘山」「湘岳」と呼称される。

#### 秦野市

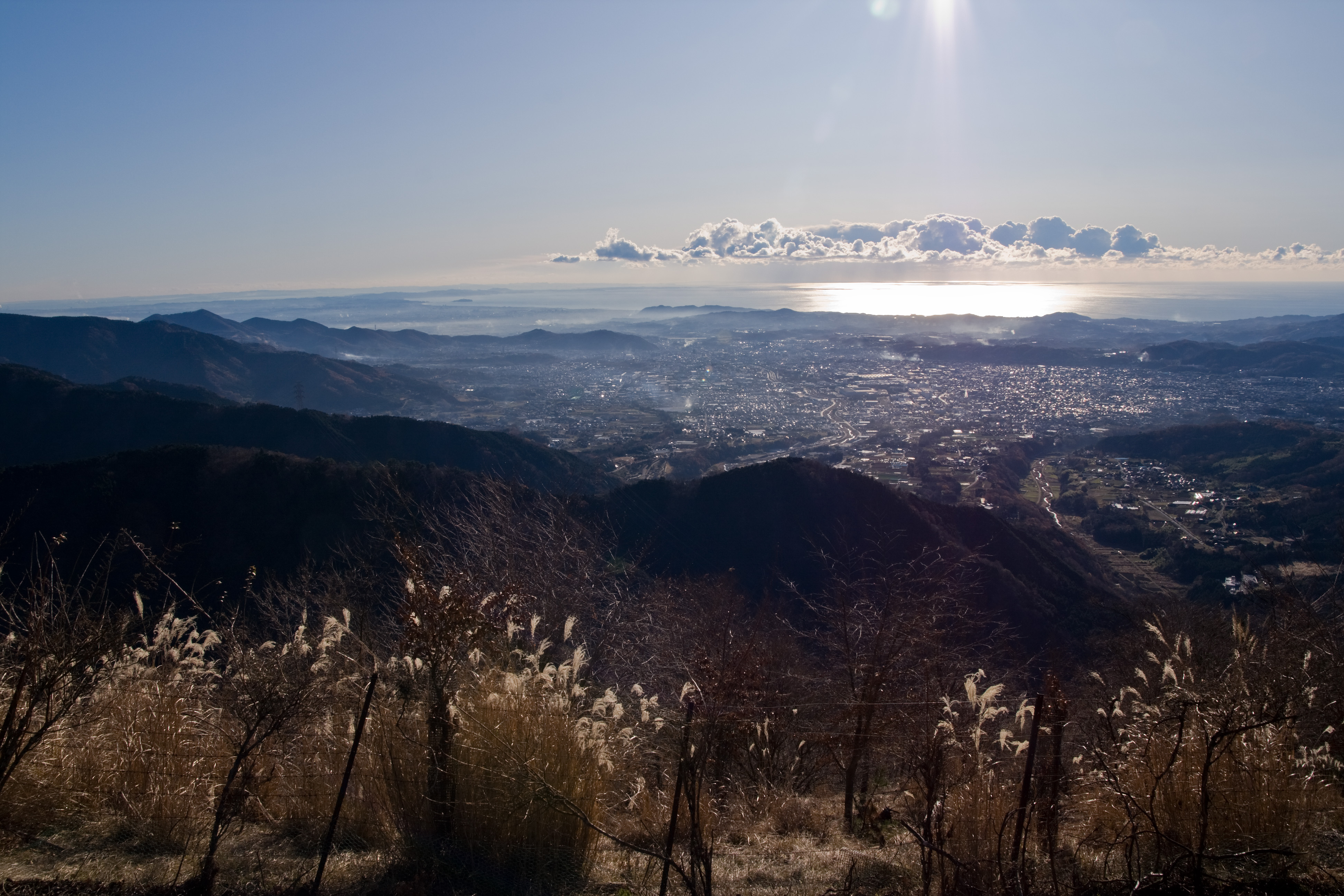
丹沢山地・櫟山より見た秦野盆地と相模湾

県の行政区域「湘南地域」の北西部に位置する。隣接する平塚市とは、強い経済的つながりを持ち、平塚市に所在する東海大学湘南キャンパスの最寄駅は、秦野市の小田急線の東海大学前駅である。
周辺の平塚市・大磯町とは主に神奈川県道62号平塚秦野線で結ばれ、二宮町とは湘南馬車鉄道が結ばれていたが、廃線後は、同路線を平行する形で構築された神奈川県道71号秦野二宮線でのアクセスが主たるルートである。平塚市・二宮町とは神奈川中央交通バスでも密接に結ばれている。
伊勢原市同様、小田急小田原線や国道246号で結ばれる厚木市など県央地域との関係も深い。

### 西湘地区

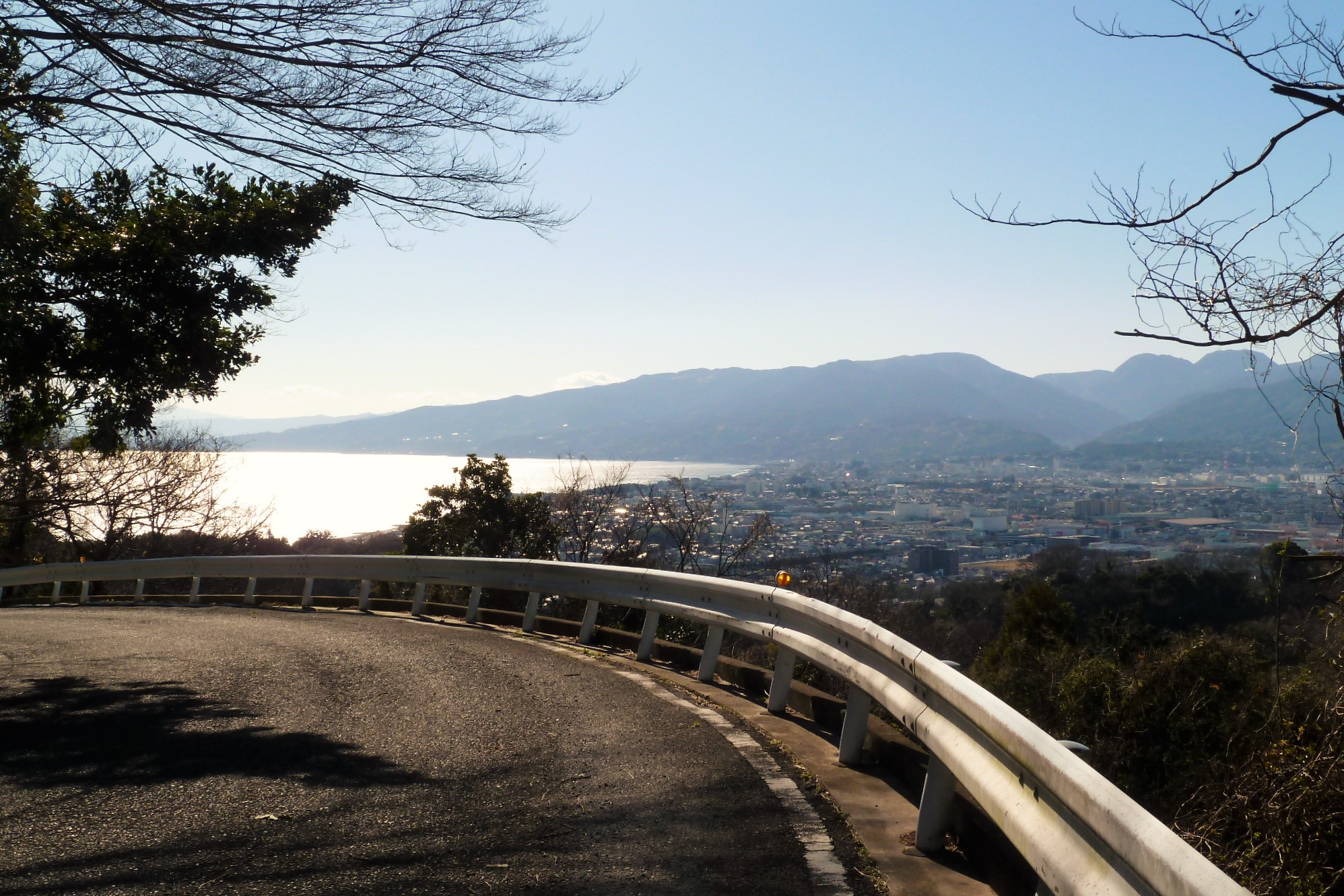
曽我丘陵（小田原市）

神奈川県の地域区分設定では、小田原市、箱根町、真鶴町、湯河原町は湘南地区ではなく西湘地区に区分される。ただし、いずれもサッカーJリーグ「湘南ベルマーレ」のホームタウン9市11町に含まれている。大磯 - 小田原間を結ぶ西湘バイパスがある。
国鉄時代は国府津機関区電車基地に湘南電車が配属されていた。
この電車に用いられた緑色に窓まわりのオレンジを配した塗装とは「湘南色」も呼ばれた。
小田原には「湘南」を冠したものが多く存在した。

### 横須賀三浦地区
神奈川県の地域区分設定では、横須賀市、鎌倉市、逗子市、三浦市、葉山町は湘南地区ではなく横須賀三浦地区に区分される。

#### 逗子市

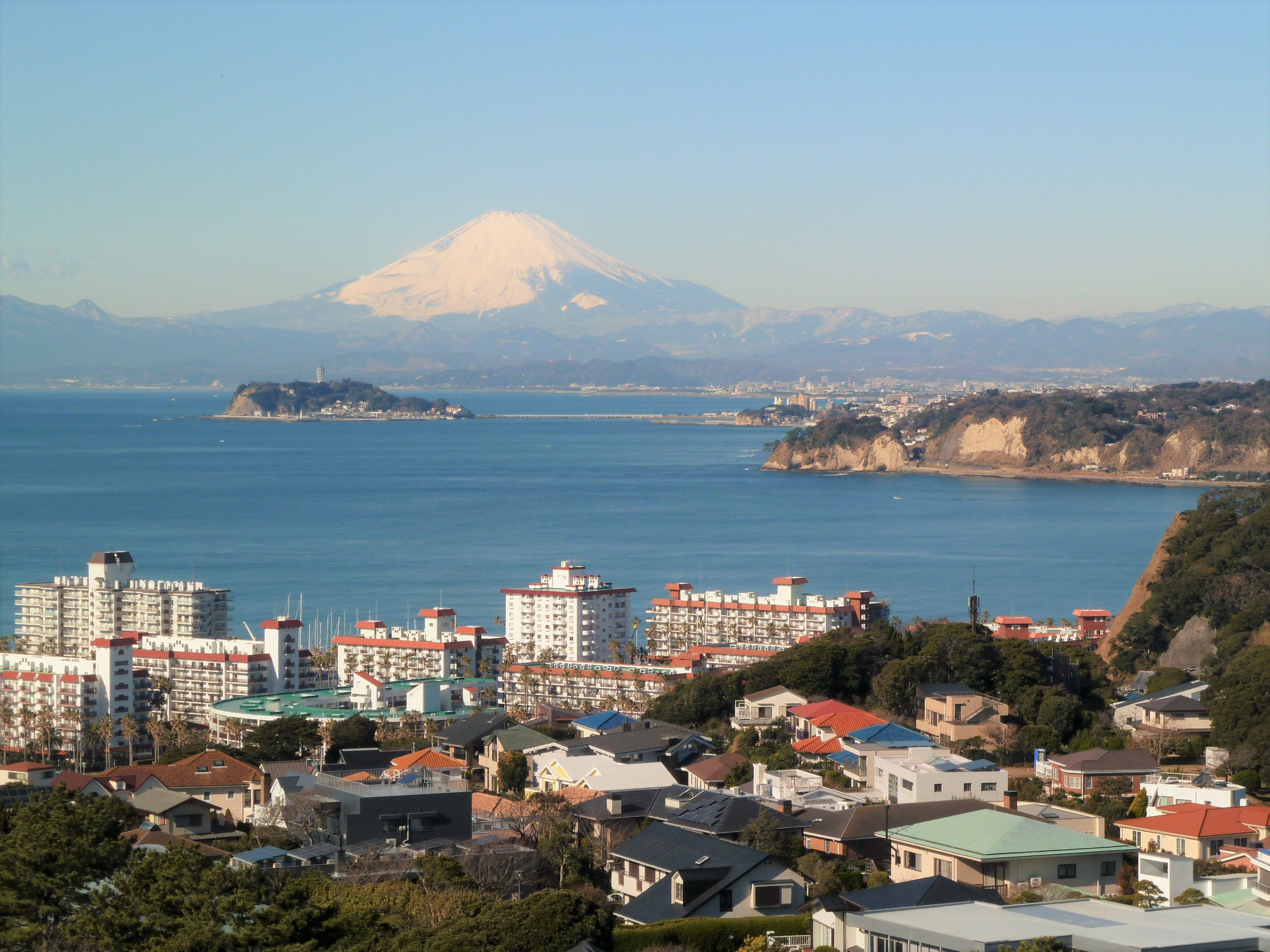
披露山公園（逗子市）

現在の逗子市域は昭和初期に湘南電気鉄道沿線となる。石原裕次郎は「湘南」育ちの印象が強いが、8歳より逗子市で過ごしている。

#### 横須賀市

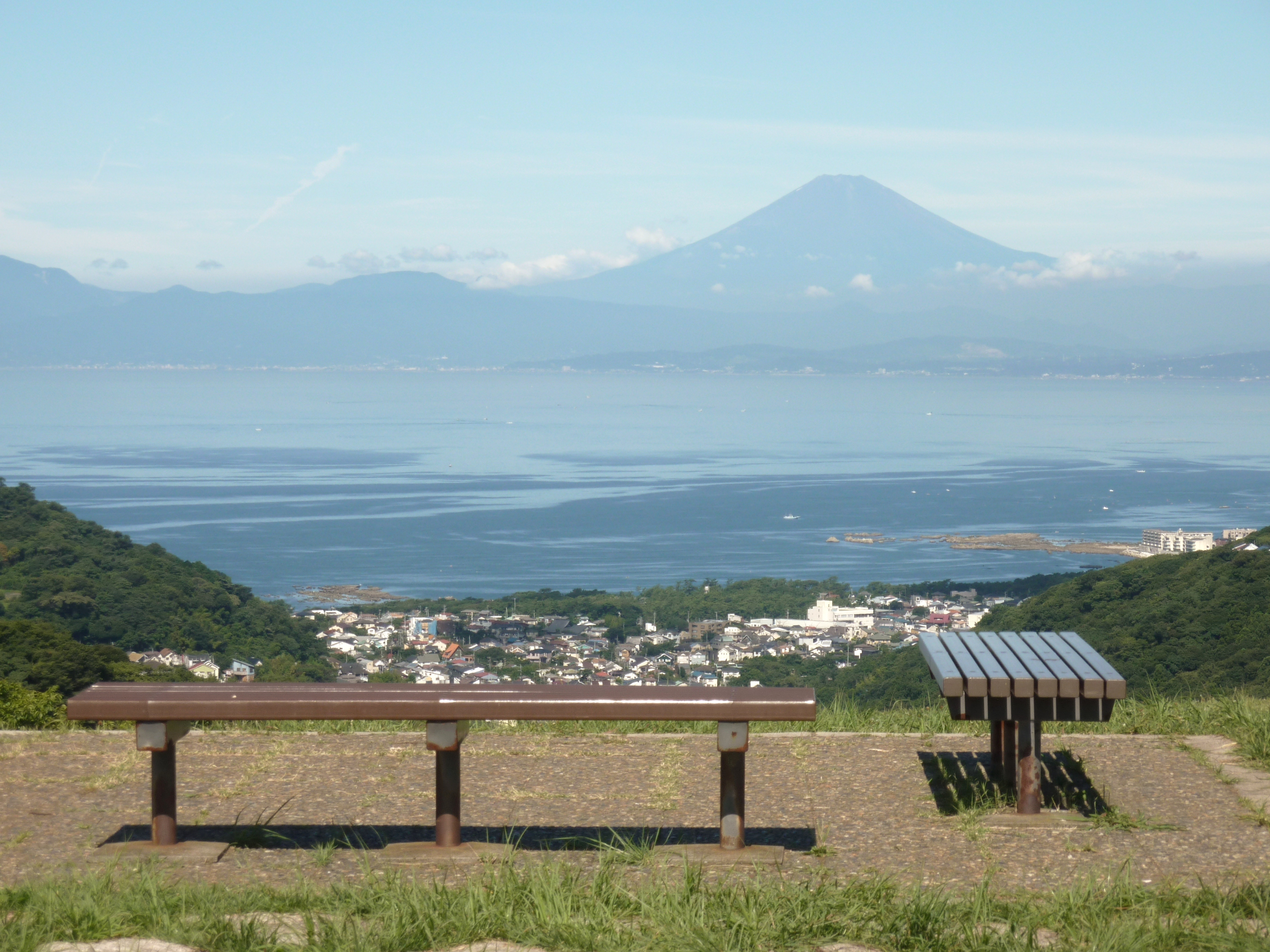
湘南国際村（葉山町・横須賀市）

湘南鷹取、湘南国際村、湘南信用金庫、横須賀市中心部に所在する湘南学院高等学校など地名や企業名などに湘南を採用する例も多く、古くは昭和初期の湘南電気鉄道がある。
プロ野球球団横浜ベイスターズ（2010年当時）二軍チームは、2000年から2010年シーズン終了まで湘南シーレックスとして横須賀を本拠地に活動した。

### 足柄上地区
神奈川県の地域区分設定では、南足柄市、中井町、大井町、松田町、山北町、開成町は足柄上地区に区分される。ただし、いずれの市町村も湘南ナンバーの該当地域に指定されている。また、いずれもサッカーJリーグ「湘南ベルマーレ」のホームタウン9市11町に含まれている。
足柄上郡の中でも中井町は特に湘南との結びつきが強く、二宮町および秦野市と「湘南馬車鉄道」が結ばれていた。

### 県央地区
神奈川県の地域区分設定では、相模原市などは県央地区に区分される。

#### 相模原市
市内城山町小倉、城山町葉山島の両地区は、かつて湘南村という行政区が存在した。これは1889年に旧小倉村と旧葉山島村の合併で生じ、1955年に旧川尻村、旧三沢村と合併し旧城山町が成立して消滅する。2007年、旧城山町は旧藤野町とともに相模原市に編入され、現在に至る。旧村名の由来は「相模川を文人が湘江と呼んでいることにちなみ、湘江の南側の村」である。現在、1906年に創立された城山町小倉の小学校名にその名を留める。

## 由来と歴史

### 由来
「湘南」の由来については諸説ある。「湘南」の由来に関しては、本来は相模国南部の意である「相南」であり、禅僧によって中国の湖南省の洞庭湖に注ぐ湘江南方の景勝地「湘南」にこの字を当てたとする説が一般的である（単に相模国の南の地域を意味する「相南」の「相」に「さんずい」を加えたものとする説と二つの説に分けられることもある）。
「湘南」の名を記した最古のものは小田原の薬商人・崇雪が大磯に構えた鴫立庵の石碑「著盛湘南消絶
地」 (1664年頃）であるとされる。また、土地名称として最初に「湘南」が現れるのは、相模川北部地域の合併により1889年に誕生した津久井郡湘南村とされる (1955年に城山町となった）。

### 明治前期の湘南
明治10年代、日本では内務省衛生局の長与専斎や後藤新平らによって、潮湯治や垢離場として愛知県の大野海水浴場や三重県の二見海水浴場などが開設された。一方、神奈川県では横浜居留地の外国人によって医療ではなく保養の目的で海水浴が行われていた。
横浜の居留外国人はまず富岡（現在の横浜市金沢区）を保養地として利用するようになり、やがて井上馨、伊藤博文、三条実美、松方正義、大鳥圭介などが富岡に別荘を置いた。この富岡の海水浴の賑わいは近隣の海浜地域に波及し、1884年（明治17年）以降、由比ガ浜海水浴場、大磯海水浴場、藤沢・鵠沼海水浴場など、神奈川県の各地に海水浴場が開設された。
このような動きの中で、横浜の居留外国人たちは気候が温暖で風光明媚な湘南を好んで訪れ、海水浴と別荘建設の最適地として注目するようになった。特に「近代日本医学の父」と呼ばれるドイツ人医師のエルヴィン・ベルツ (Erwinvon Baiz) が「海湯治」を推奨したことも湘南海岸の発展に貢献した。また、大磯に海水浴場を開いた松本順など日本人医師も海水浴を積極的に取り入れたことで湘南海岸での海水浴は盛んになった。
さらに1887年（明治20年）の東海道線の開通で交通の利便性が高まった。従来海水浴で賑わっていた富岡では人力車による山越えや天候に左右される船便を利用しなければならなかったのに対し、大磯や藤沢は鉄道の利用によって相対的に近距離になったため新たな海水浴地として賑わうようになった。
エルヴィン・ベルツなど海水浴を奨励した医師は進んで湘南に別荘を持ち、名士たちに別荘の保有を勧めた。これにより政治家、軍人、実業家、文豪などが湘南に別荘や保養施設を建てるようになり、上級階級の交流が行われた。湘南での別荘の保有はステイタス・ シンボルとなり、大磯、鎌倉、葉山、逗子、茅ヶ崎に屋敷を構える医師、薩長土肥出身者、岩倉使節団関係者などは「別荘族」と呼ばれた。ただし、明治20年代前半には未だ「湘南」の地域名称が広く社会的に浸透しているわけではなかった。

### 湘南の大衆化
横須賀線は1888年（明治21年）の開業時には1日4往復だったが、1889年（明治22年）7月の東海道線全通に伴うダイヤ改正で1日6往復となった。また、鉄道作業局は 1899年夏に避暑旅行用の往復割引切符（藤沢・鎌倉・平塚・大磯・国府津行往復割引切符）を発売し、その後も海浜回遊乗車券の発売（1903年）や臨時列車の増発（1905年）などを行った。
湘南に憧れのイメージを付与するきっかけになった一つに、徳富蘆花の『自然と人生』に収められた「湘南雑筆」が挙げられる。1897年、東京の赤坂から逗子に転居した徳冨蘆花は、逗子の自然を『國民新聞』に『湘南歳余』として紹介した。また、翌1898年の元日から大晦日までの日記を『湘南雑筆』として編纂して、随筆集『自然と人生』（1900年）を出版した。
さらに1910年代以降の行楽ブームの下で発行された旅行案内記は大衆と湘南の距離を縮めたとされる。加えて1920年代以降には海水浴場が製作したポスター類が東京近郊の国鉄駅や百貨店で掲示されるようになった。
1930年代には森永製菓、明治製菓など大手企業がキャンプストアを湘南海岸に開設し、これらは1950年代以降の湘南や江ノ島をめぐる観光や行楽でのイメージ戦略や消費喚起の前提になったとされる。
太平洋戦争前の1930年（昭和5年）、神奈川県は観光開発振興と大衆文化などをめざして、江の島対岸から大磯まで海岸沿い16.7キロメートルの道路設計に着手。1936年（昭和11年）に完成し、「湘南遊歩道路」などと呼ばれた（「神奈川県道片瀬大磯線」参照）。この名称が湘南という広域地名を普及させるのに大きく寄与した。戦後は三浦半島東部（東京湾側）の横須賀市や三浦市から延びる国道134号の逗子ー鎌倉、鎌倉ー江ノ島間がそれぞれ、湘南道路の２区間として、有料道路となっていた。その後無料化された。国道134号は「湘南のメインストリート」と看做されるようになった。
湘南はまず鉄道の敷設により海水浴の先駆的地域となった。その後、出版文化という媒体によって広く世に認識されるようになり、鉄道会社が高級イメージを最大限に利用した営業戦略を採ったことなどから湘南地域の大衆化が促された。

### 第二次大戦後の湘南
湘南は進駐軍の保養地となり、そのアメリカ文化にあこがれた湘南第一世代、さらに石原裕次郎らが活躍し太陽族が出現した第二世代、サーフィン文化の時代に当たるサザンオールスターズらの第三世代に分けられる。
湘南海岸には江戸時代中期から砲術調練場があり、明治時代には払い下げが進んで横須賀海軍砲術学校辻堂演習場となっていたが、第二次大戦後に連合国に接収されて茅ヶ崎演習場（日本側の呼称は辻堂演習場）となっていた（1959年に日本に返還）。
第二次大戦後、1950年代には小田急、江ノ電、東急など電鉄会社主導で、レストハウス、ビーチハウス、オートパーク、マリンランドなどが盛んに建設された。
サーフィンの聖地というイメージが形成されたのは太平洋戦争後の1961年（昭和36年）7月、鵠沼海岸でサーフィンを楽しんでいた厚木基地所属の在日米軍パイロットが地元の青年らに教えたことで全国的な普及のきっかけとなり、「日本のサーフィン発祥の地」と呼ばれるようになったことが大きい。1978年にはサザンオールスターズが、江の島や茅ヶ崎といった湘南の地名を謳い込んだ『勝手にシンドバッド』でデビューし、現在に続く湘南のイメージを広げた。
平成期に神奈川県は、海をレジャーやスポーツの場として活用する「かながわシープロジェクト」を展開した。

### 年表

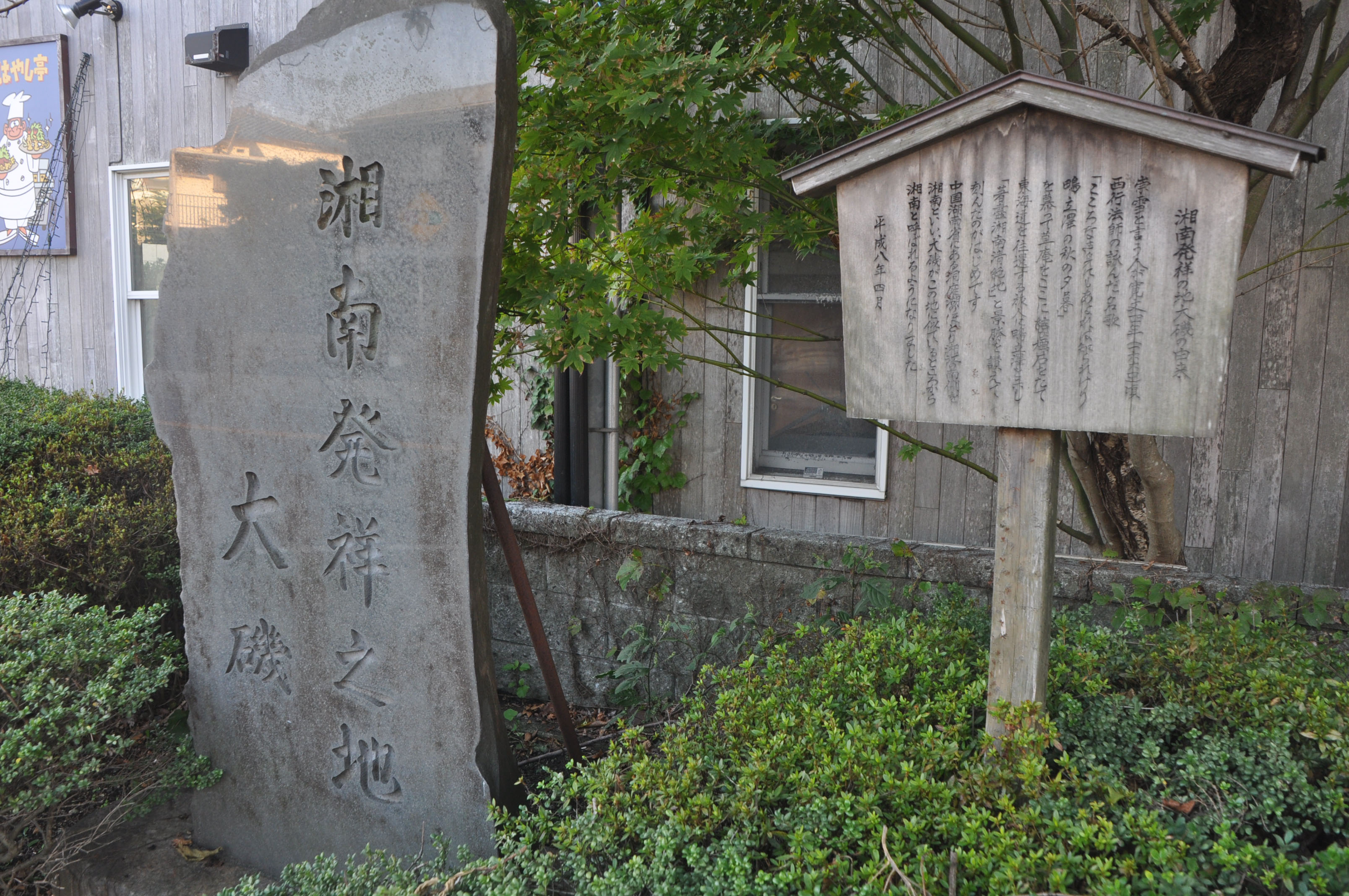
1664年に宗雪という人が大磯町に鴫立庵を再建し、東海道を行き来する人々に「著盡湘南清絶地」と紹介しており、江戸時代で既に「湘南」という言葉が使われていたことが指摘されている。

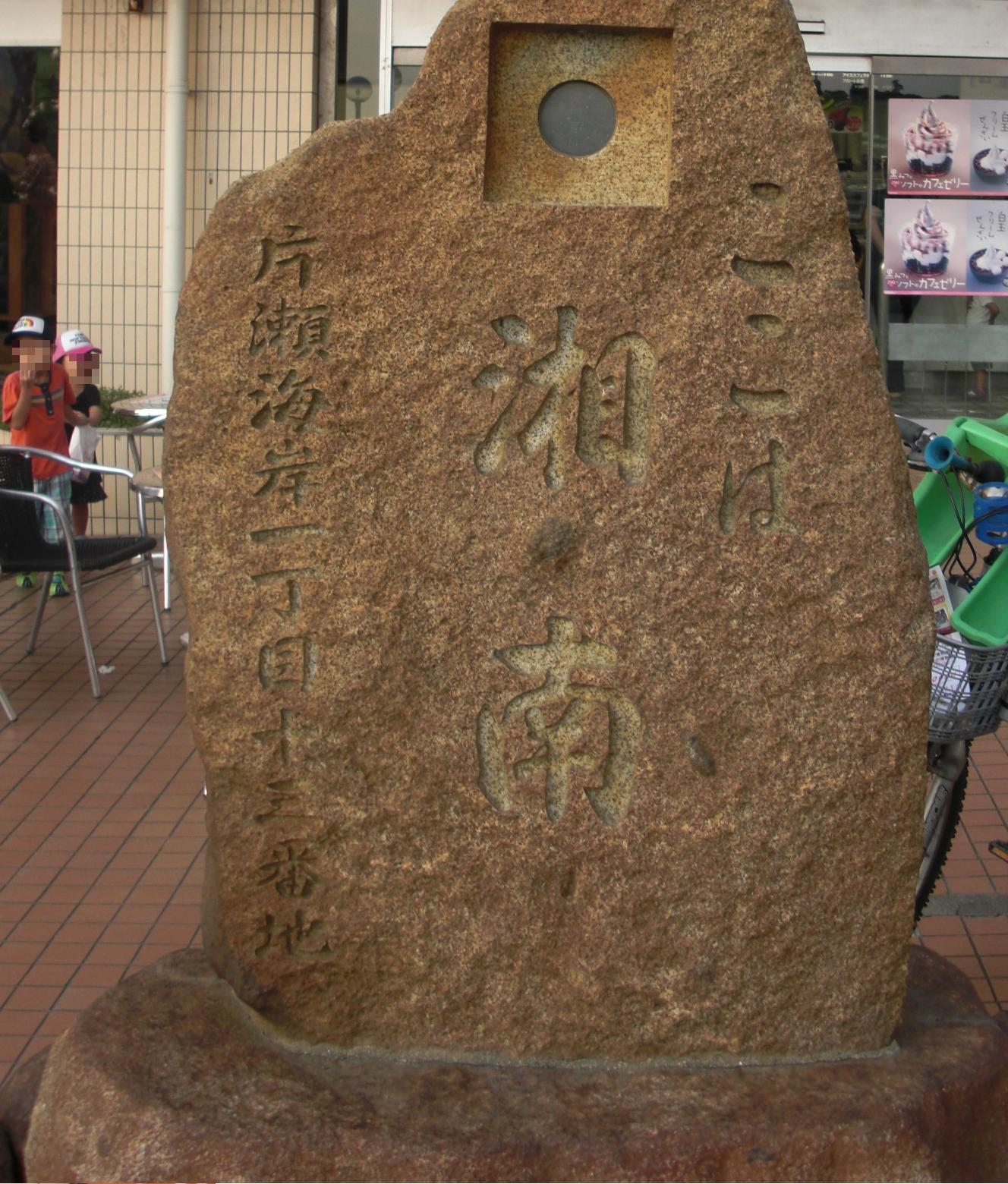
「ここは湘南」と主張する碑（藤沢市片瀬海岸）

#### 江戸時代以前
- 江戸時代 : 大磯発祥の命名とされる「湘南」があった。

#### 明治時代
- 明治時代全般 : 「湘南」という名称が、政治結社や新しく生まれる行政村の名に用いられるようになる。
- 1879年（明治12年） : 内務省から海水浴場候補地の諮問を受けたエルヴィン・フォン・ベルツ博士（お雇い外国人で東京医学校の講師であったドイツ人医師）が、江の島を訪問し、片瀬が適地と答申する。
- 1882年（明治15年） : 明治政府の使節団が、英国ロンドン近郊のブライトン海浜保養地 (jp,en) を視察する。
- 1885年（明治18年）
  - 某月某日 : 軍医総監・松本良順の勧めで、[誰?]が海水浴場を大磯に設営する。
  - 3月25日 : 由比ヶ浜の三橋旅館が、海水浴場の開設を『東京横浜毎日新聞』誌上にて広告する。
- 1886年（明治19年） : 藤沢の鵠沼海岸に海水浴場を開設する。
- 1887年（明治20年）7月11日 : 官設鉄道東海道線（後の国鉄及びJRの東海道本線）の横浜駅（初代の横浜駅である現在の桜木町駅）─国府津駅間が開通し、当地域では程ヶ谷駅（現・保土ケ谷駅）、戸塚駅、藤沢駅、平塚駅、大磯駅、国府津駅の6駅が一般駅として開業。
- 1887年（明治20年）頃 : 葉山が別荘地として開発され、在日イタリア公使レナルド・デ・マルティノやエルヴィン・フォン・ベルツ博士（皇族にとっては侍医）などといった在留上層外国人が別荘を構える。
- 1888年（明治21年）11月1日 : 官設鉄道東海道線で、大船駅が旅客駅として開業。
- 1889年（明治22年）
  - 5月 : ベルツ博士の推奨の下、有栖川宮が葉山にあるレナルド・デ・マルティノ別邸を訪問する[24]。
  - 6月16日 : 官設鉄道横須賀線から大日本帝国海軍軍港の横須賀に至る鉄路が開通し、当地域の近傍で鎌倉駅、逗子駅、横須賀駅の3駅が開業する。
- 1891年（明治24年）7月 : 有栖川宮が葉山のマルティノ別邸を購入し、有栖川宮別邸とする[24]／（熱海御用邸のような温泉保養地の別荘などは別として）海浜別荘の設置は、これが皇族として史上初であった[24]。
- 1892年（明治25年）
  - 5月 : 葉山にて北白川宮別邸が着工[24]（皇族の海浜別荘の新築はこれが史上初）。
  - 11月 : 英照皇太后が葉山の有栖川宮別邸に滞在[24]。
- 1893年（明治26年）
  - 2月 : 皇太子明宮（即位後の天皇嘉仁、大正天皇）が葉山の有栖川宮別邸に滞在[24]。
  - 5月 : 北白川宮別邸の竣工[24]。
- 1894年（明治27年）2月 : 葉山にて皇室の別邸（葉山御用邸）の竣工[24]。
- 1896年（明治29年）6月 : 葉山御用邸南付属邸の竣工[24]。
- 1897年（明治30年） : 徳富蘆花が赤坂から逗子柳屋へ転居する。
- 1898年（明治31年） : 『國民新聞』に『湘南歳余』（徳富蘆花）が掲載される。
- 1900年（明治33年） : 『湘南雑筆』を含む『自然と人生』（徳富蘆花）が出版され、逗子の自然や、逗子から見た相模湾や富士山などの風景を西洋画風に紹介。
- 1902年（明治35年）：江之島電氣鉄道の藤澤駅‐片瀬駅（現・江ノ島駅）間が開業。
- 1910年（明治43年）：江之島電氣鉄道の藤澤駅‐小町駅間が開業。

#### 大正時代
- 1921年（大正10年） : 神奈川縣立湘南中學校が藤沢町鵠沼に開校。
- 1922年（大正11年） : 歌誌『明星』2月号に、荻野綾子の鵠沼を詠んだ『湘南にて』が掲載される。

#### 昭和時代
- 1928年（昭和3年） : 高瀬弥一の江之島水道株式会社が玉川水道と提携し、湘南水道株式会社として事業を拡張する。
- 1930年（昭和5年） : 湘南電気鉄道黄金町 - 浦賀駅間、金沢八景駅 - 湘南逗子駅間が開業し、「湘南電車」と呼ばれる。神奈川県土木部、湘南海岸道路（鎌倉郡川口村片瀬龍口寺－中郡大磯町間）の敷設計画に着手。
- 1931年（昭和6年） : 湘南瓦斯株式会社が藤沢町鵠沼で創業する。湘南養蚕実行組合が藤沢町で結成。
- 1932年（昭和7年） : 植物学者久内清孝が、『植物研究雑誌』に「滅び行く湘南の鵠沼片瀬を弔う」を発表。
- 1933年（昭和8年） : 湘南学園（小学校・幼稚園）を藤沢町鵠沼に開設。
- 1935年（昭和10年） : 都市計画神奈川地方委員会が、湘南海岸公園計画地域を可決して答申。松岡静雄が『神楽舎講堂湘南国語研究会誌』第1輯を発行。
- 1936年（昭和11年） : 湘南氷業販売組合を藤沢町で結成。神奈川県道片瀬大磯線相模川「湘南大橋」が完成し、全線開通。
- 1941年（昭和16年） : 藤沢市内外の文化人や宗教家が集まり、「湘南文化連盟」を結成。

#### 平成時代
かながわシープロジェクトFeel SHONANが発足し、相模湾沿岸13市町が湘南と定められた。

## 「湘南」を冠する主なもの

### 教育
湘南国際村
横須賀市、葉山町
湘南工科大学
藤沢市
湘南医療大学
横浜市戸塚区
湘南鎌倉医療大学
鎌倉市
日本大学 湘南キャンパス
藤沢市
慶應義塾大学 湘南藤沢キャンパス
藤沢市
多摩大学 湘南キャンパス
藤沢市
文教大学 湘南キャンパス
茅ヶ崎市
東海大学 湘南キャンパス
平塚市
松蔭大学 湘南キャンパス
平塚市
産業能率大学 湘南キャンパス
伊勢原市
神奈川県立湘南高等学校
藤沢市
神奈川県立湘南台高等学校
藤沢市
湘南工科大学附属高等学校
藤沢市
湘南学院高等学校
横須賀市
アレセイア湘南中学校・高等学校
茅ヶ崎市
学校法人湘南学園（幼稚園、小学校、中学校、高等学校）
藤沢市
学校法人湘南白百合学園（幼稚園、小学校、中学校、高等学校）
藤沢市
慶應義塾湘南藤沢中等部・高等部
藤沢市
藤沢市立湘南台中学校
藤沢市
藤沢市立湘南台小学校
藤沢市
相模原市立湘南小学校
相模原市緑区

### スポーツ
- 湘南ベルマーレ（平塚市、藤沢市、厚木市、茅ヶ崎市、小田原市、秦野市、伊勢原市、鎌倉市、南足柄市、寒川町、大磯町、二宮町、大井町、開成町、中井町、箱根町、松田町、真鶴町、山北町、湯河原町：Jリーグ）
- 湘南ユナイテッドBC（藤沢市、茅ヶ崎市、寒川町）
- 湘南シーサイドカントリー倶楽部（茅ヶ崎市：ゴルフ場）
- 国本哲秀および有限会社湘南[25]の冠名
  - ショウナンパントル、ショウナンアデラ、ショウナンパンドラ、ショウナンカンプなど。
- 湘南ひらつかマルユウベースボールクラブ（平塚市）
- 湘南国際マラソン
- 湘南乃海桃太郎（大磯町出身の大相撲力士）

### 交通・経済
湘南モノレールおよび湘南モノレール江の島線 - 湘南町屋駅、湘南深沢駅、湘南江の島駅
鎌倉市、藤沢市
湘南海岸公園駅
藤沢市
湘南電気鉄道（京浜急行電鉄の母体会社の一つ）
横須賀市、逗子市
湘南京急バス京浜急行バスの子会社
鎌倉市、逗子市鎌倉営業所、横須賀市堀内営業所 （一部は横浜市）
旧湘南馬車鉄道(後に湘南軽便鉄道を経て湘南軌道となる)
秦野市、中井町、二宮町
湘南電車（正式名ではないが、昭和初期には湘南電気鉄道の電車の愛称、戦後は東海道本線の中距離電車の愛称。東海道線 (JR東日本)参照）
鎌倉市、藤沢市、茅ヶ崎市、平塚市、大磯町、二宮町、小田原市、真鶴町、湯河原町。列車は静岡県まで直通する。
湘南色
国鉄東海道本線に投入された初代湘南電車（80系）で初めて採用された窓周りが橙色、上下を深緑色で塗り分けた塗色の通称名。この塗色は国鉄時代、直流電化区間を走行する急行形・近郊形電車の標準色となり、首都圏のみならず2010年代まで新潟・北関東以西の各地で見ることができた。第三セクター鉄道のしなの鉄道などでのリバイバルカラーとしても採用されている。発祥の地である湘南電車エリアの現在活躍中のステンレス製車両の帯色はやや鮮やかな色調に変更されてはいるが、「オレンジと緑」の組み合わせは健在である。
湘南顔
地域ではなく、国鉄の初代湘南電車（80系）第二次製造車のデザインに由来する。流線形の前面2枚窓のデザインで、1950年代から1960年代頃まで日本の鉄道車両デザインのトレンドとなり、空前絶後とも言える影響を与えた。JR東日本藤沢駅ホーム上のキヨスクが、80系のほぼ原寸大のレプリカとなっている他、2017年時点でも全国の私鉄でこのデザインの車両が活躍している。「湘南スタイル」と呼ばれることもあるが、1998年創刊の同名の雑誌は全く無関係。
湘南（湘南電車の特急）
鎌倉市、藤沢市、茅ヶ崎市、平塚市、二宮町、小田原市。
湘南新宿ライン
鎌倉市、藤沢市、茅ヶ崎市、平塚市、大磯町、二宮町、小田原市、逗子市。鎌倉市は東海道本線・横須賀線双方、逗子市は横須賀線系統のみ、他は東海道本線系統のみ。
湘南急行（小田急江ノ島線にかつて存在した列車種別）
大和市、藤沢市（小田原線沿線の自治体を除く）
湘南ナンバー
横浜湘南道路
藤沢市（起点の横浜市を除く）
新湘南バイパス
藤沢市、茅ヶ崎市
湘南新道
藤沢市、茅ヶ崎市（神奈川県道30号戸塚茅ヶ崎線）
平塚市、寒川町（神奈川県道44号伊勢原藤沢線別線）
旧湘南遊歩道路
藤沢市、茅ヶ崎市、平塚市、大磯町
旧湘南道路
逗子市、鎌倉市、藤沢市
湘南大橋
平塚市
湘南港
藤沢市
湘南信用金庫本店
横須賀市。この名称は旧横須賀信用金庫が鎌倉信用金庫を併合したことによる。
湘南漁業協同組合
藤沢市。藤沢市漁業協同組合、鎌倉漁業協同組合、葉山町漁業協同組合、横須賀市大楠漁業協同組合が合併。

### 農産物
湘南ポモロン
神奈川県が開発したトマトで、生食でも加熱でもおいしく食べられる。色は、レッドとゴールドの2色がある。
テレビ朝日『ごはんジャパン』でも取り上げられた。
湘南ゴールド
神奈川県が開発した柑橘類の品種。
湘南レッド
神奈川県が開発した赤たまねぎ。
湘南の輝き
湘南で栽培されるハウスみかん。

### 加工品
湘南みかんジュース
神奈川県で作られているみかんのジュース。
湘南みかんシャーベット
神奈川県で作られているみかんシャーベット。

### 病院・歯科医
鎌倉市
湘南鎌倉総合病院
湘南記念病院
湘南クリニック(透析専門)
湘南おおふなクリニック
湘南かまくらクリニック
湘南鎌倉歯科・矯正歯科
湘南深沢歯科クリニック
湘南鎌倉バースクリニック
横須賀市
湘南病院
湘南内科医院
湘南山手つちだクリニック
湘南山手歯科医院
湘南グリーンクリニック・歯科
藤沢市
旧湘南美容外科クリニック藤沢院 - 藤沢市、横浜市、東京都新宿区など
湘南中央病院
湘南藤沢徳洲会病院
藤沢湘南台病院
湘南敬愛病院
湘南大庭病院
湘南第一病院
湘南太平台病院
湘南よこた医院
湘南眼科医院
湘南鵠沼産婦人科
湘南ゆずクリニック
湘南C-Xデンタルクリニック
湘南藤沢クリニック
湘南藤沢形成外科クリニック R
湘南柄沢クリニック
坂本眼科湘南クリニック
湘南斉藤クリニック
湘南鵠沼内科・リウマチ科安達正則クリニック
湘南藤沢おぬき消化器クリニック
湘南中村クリニック
湘南ふかさわ鼠径ヘルニア大腸肛門外科クリニック
湘南レディースクリニック辻堂C-X
湘南キャットクリニック
湘南藤沢心臓血管クリニック
湘南レディースクリニック
湘南眼科クリニック
湘南海岸眼科クリニック
湘南あおぞらクリニック
湘南真心クリニック
湘南鵠沼脳神経クリニック
メディカルパーク湘南こどもクリニック
湘南歯科口腔外科クリニック
湘南歯科口腔外科クリニック
湘南星和クリニック
山下湘南夢クリニック
湘南メンタルクリニック
湘南吉田クリニック
湘南江の島クリニック
湘南内科
湘南歯科クリニック
厚木市
湘南厚木病院
湘南美容クリニック本厚木院
湘南あつぎクリニック
茅ヶ崎市
湘南東部総合病院
湘南みわクリニック
湘南東部クリニック
湘南いしぐろクリニック
湘南中央クリニック
緑の湘南皮フ科クリニック
湘南すずきクリニック
湘南あかしあクリニック
海老名市
オアシス湘南病院
平塚市
湘南平塚病院
湘南福祉センター診療所
湘南平塚クリニック
湘南デンタルクリニック
湘南GPクリニック
シーサイドクリニック湘南
芳賀デンタルクリニック湘南
湘南こころのクリニック
湘南真田クリニック
メモリーケアクリニック湘南
湘南いなほクリニック
湘南いいだハートクリニック
大磯町
湘南大磯病院
横浜市
湘南健診クリニック　湘南健康管理センター
湘南美容外科 横浜院
三浦市
みなみ湘南医院
逗子市
湘南クリニック
湘南内科ペインクリニック
湘南記念小坪クリニック
葉山町
湘南葉山デイケアクリニック
二宮町
湘南デンタルケアークリニック
伊勢原市
湘南伊勢原クリニック
小田原市
湘南こつこつクリニック

### その他
神奈川県立 湘南海岸公園
藤沢市
神奈川県赤十字血液センター 湘南事業所
厚木市
湘南公園墓地 茅ヶ崎霊園
茅ヶ崎市
湘南玉手箱（駅弁）
鎌倉市大船駅など
旧湘南水道株式会社
鎌倉市、藤沢市
1933年（昭和8年）に神奈川県に買収されるまで存在した民営水道。
湘南ハイツ
　横浜市栄区公田町にある大規模開発住宅地域。
栄湘南桂台地区
　昭和40年代から50年代にかけて開発 された大規模な戸建て住宅地で、湘南桂台自治会区 域とそれに隣接するネオポリス自治会区域からなり、 区画数は約1,700区画である。
　横浜市栄区犬山町、桂台北、桂台中、桂台 西一丁目、桂台西二丁目、桂台東、桂台南 一丁目、桂台南二丁目他。

## 国道134号
海沿いに延びる国道134号は様々な映画、ドラマ、楽曲で取り上げられ、葉山御用邸、鎌倉高校前駅、江の島、烏帽子岩など「湘南」をイメージとさせる地点も多く、有数のドライブコースとして知られる。

## 湘南を舞台とした作品

### 小説
- 湘南探偵物語（シリーズ） - 喜多嶋隆著
- 十津川警部 湘南アイデンティティ - 西村京太郎著
- 湘南人肉医 - 大石圭著
- 湘南ランナーズ・ハイ - 倉阪鬼一郎著
- 青春ブタ野郎シリーズ - 鴨志田一著
- 風の靴 - 朽木祥著
- 青の炎 - 貴志祐介著
- ビブリア古書堂の事件手帖シリーズ - 三上延著

### 漫画
- 荒くれKNIGHT - 吉田聡著
- 海街diary - 吉田秋生著
- ケンコー全裸系水泳部 ウミショー - はっとりみつる著
- SURF SIDE HIGH-SCHOOL - 澤井健著
- GTO SHONAN 14DAYS - 藤沢とおる著
- 湘南グラフィティ - 吉田聡著
- 湘南爆走族 - 吉田聡著
- 湘南純愛組! - 藤沢とおる著
- 侵略!イカ娘 - 安部真弘著
- SLAM DUNK - 井上雄彦著
- 辻堂さんの純愛ロード - 黒柾志西著
- とめはねっ! 鈴里高校書道部 - 河合克敏著
- なぎさMe公認 - 北崎拓著
- ピンポン - 松本大洋著
- ラヴァーズ・キス - 吉田秋生著
- 陸上防衛隊まおちゃん - 赤松健著
- ハナヤマタ - 浜弓場双著
- 神奈川ナンパ系ラブストーリー - 真崎聡子著

### アニメ
- 湘南爆走族
- 湘南純愛組!
- 夢喰いメリー
- 吸血姫美夕
- うた∞かた
- エリアの騎士
- 美鳥の日々
- 侵略!イカ娘
- 宇宙のステルヴィア
- 天空のエスカフローネ
- 機動戦艦ナデシコ
- ねらわれた学園
- エルフェンリート
- ケンコー全裸系水泳部 ウミショー
- 繰繰れ! コックリさん
- いちばんうしろの大魔王
- ふたりはプリキュア Splash Star
- 亜人ちゃんは語りたい
- SLAM DUNK
- ベイビーステップ（Baby Steps）
- 武装神姫
- Cosmic Baton Girl コメットさん☆
- 陸上防衛隊まおちゃん
- 姉、ちゃんとしようよっ!
- 絶園のテンペスト
- IS（インフィニット・ストラトス）
- GO!GO!575
- セイクリッドセブン
- ピンポン THE ANIMATION
- ぼくらの
- 青い花
- ひとり暮らしの小学生
- TARI TARI
- つり球
- ハナヤマタ
- 覆面系ノイズ
- 南鎌倉高校女子自転車部
- Just Because!
- 無彩限のファントム・ワールド
- 青春ブタ野郎はバニーガール先輩の夢を見ない
- 妖怪ウォッチ!
  - ニッポン全国 コマみ探しの旅！ 湘南編

### ゲーム
- THE ロボットつくろうぜっ! 激闘!ロボットファイト
- NOëL 〜La neige〜
- ホワイトブレス
- 辻堂さんの純愛ロード

### 映画
「Category:湘南を舞台とした映画作品」を参照
- 一番美しく - 黒澤明監督
- 稲村ジェーン - 桑田佳祐監督
- 波の数だけ抱きしめて - 馬場康夫監督
- 青の炎 - 蜷川幸雄監督
- ビブリア古書堂の事件手帖 - 三島有紀子監督　等